# Sirtsi
Sirtsi – wieś w Estonii, w prowincji Virumaa Wschodnia, w gminie Maidla. Przez wieś przepływa rzeka Hirmuse. Na zachód od wsi znajduje się założony w 1981 roku rezerwat przyrody Sirtsi.